# Invocation (littérature)
Pour les articles homonymes, voir Invocation (homonymie).

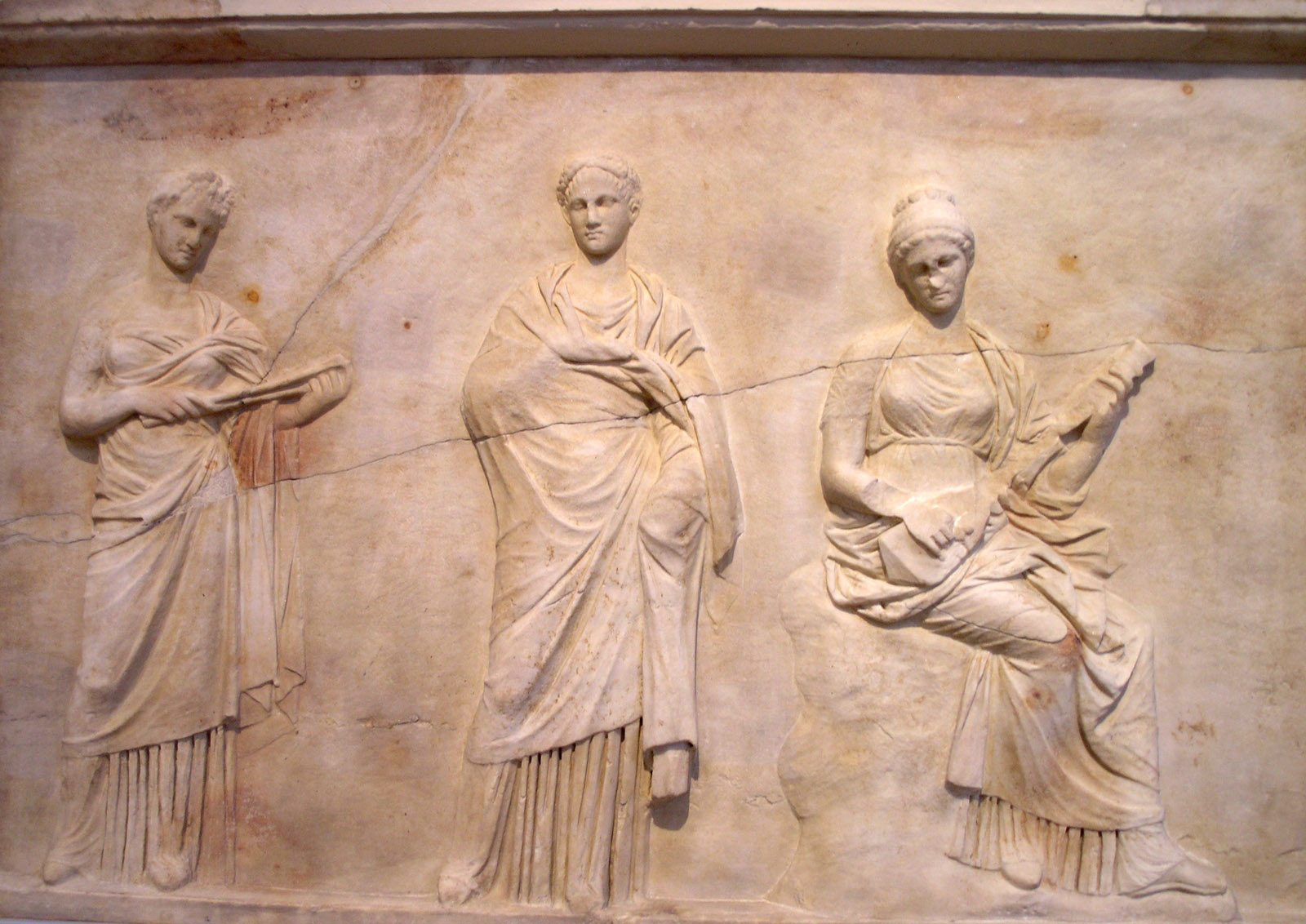
Les muses souvent invoquées par le poète.

L’invocation, est une sorte de prière adressée par le poète, au début de son œuvre, à la muse, à un dieu, à un génie, pour leur demander de guider et soutenir son inspiration.
L’Iliade et l’Odyssée donnent un double exemple d’invocation. Le poète prie la muse de dire elle-même la funeste colère d’Achille et les longs voyages d’Ulysse. Horace loue beaucoup la simplicité du début que forme cette invocation.
Dans l’Énéide, Virgile appelle également la muse, à l’exemple d’Homère. Dans les Géorgiques, il implore Bacchus, Cérès, Neptune et tous les dieux champêtres dont il va dire les bienfaits.
Lucrèce, au début de son poème de la Nature, s’adresse à la Volupté, mère des Romains, sous le nom de Vénus, et souveraine de la vie, sans compter, à mesure qu’il avance, ses invocations au génie d’Épicure, lumière de l’humanité.
Ovide commence les Métamorphoses en appelant à son aide les dieux dont il va suivre dans ses jeux la capricieuse puissance.
Dans les littératures modernes, le caractère artificiel de l’invocation qui l’avait rendue froide, factice, toute d’imitation, finit par en causer la disparition. Dante avait donné l’exemple de s’en abstenir : il entre dans la forêt obscure et terrible qui le conduit à l’enfer, sans implorer l’assistance du poète ou de la sainte qui lui serviront de guides. Plus fidèle aux usages classiques dans un sujet chrétien, Le Tasse remplace sur le front de la muse qui doit illuminer ses chants, les lauriers de l’Hélicon par la couronne d’étoiles immortelles.
Milton a invoqué le Saint-Esprit en guise de muse. Dans son épopée Les Lusiades, l'auteur portugais Camões commence, dès l’invocation, ce mélange de mythologie et de théologie qui fait l’étrangeté de son poème.
Adaptant la parodie aux traditions héroïques, Boileau a placé son Lutrin sous la double invocation de la muse virgilienne et du président de Lamoignon. Voltaire, en implorant, au début de La Henriade, l’auguste Vérité, a inauguré l’emploi des personnages allégoriques et des abstractions de moins en moins goûté par une littérature qui tendait de plus en plus à s’inspirer de la réalité et de la vie. Ainsi, l’invocation fut peu à peu reléguée au nombre des artifices poétiques d’un autre temps.
On peut encore citer l'invocation, première strophe du chant Des Profundis
O Muse prête moi ta lyre 

Afin qu'en vers je puisse dire 

L'un des combats les plus fameux 

Qui se déroulèrent sous mes yeux. 

## Source
- Gustave Vapereau, Dictionnaire universel des littératures, Paris, Hachette, 1876, p. 1071-2